# 류쉬안
류쉬안(중국어 간체자: 刘璇, 정체자: 劉璇, 병음: Liú Xuán, 한자음: 유선, 1979년 3월 12일~)은 중화인민공화국의 여자 기계 체조 선수, 배우이다. 2000년 하계 올림픽에서 여자 평균대 부문에서 금메달을 획득했고, 여자 개인종합 부문에서 동메달을 획득했다. 은퇴 후에는 홍콩에서 배우, 가수, 광고 모델, 무술가로 활동하고 있다.

## 생애
중화인민공화국 후난성 창사시 위화구에서 태어났으며 중화인민공화국 후난성 샹탄시에서 잠시 유년기를 보냈다. 6세 때 체조를 시작했으며, 1994년 중국 체조 국가대표로 발탁되었다. 
2000년 오스트레일리아 시드니에서 열린 2000년 하계 올림픽에 출전했다. 2000년 하계 올림픽에서는 평행봉에서 금메달, 개인 종합에서 동메달을 획득했다. 단체전에서는 동메달을 획득했으나 동료 선수인 둥팡샤오가 나이를 조작한 사실이 국제 체조 연맹(FIG)의 조사 결과를 통해 발각되어 2010년에 국제 올림픽 위원회(IOC)로부터 동메달을 박탈당했다.
시드니 올림픽 이후 2001년에 현역에서 은퇴했고 2002년 중국 본토에서 배우로 활동하다가 홍콩으로 건너가 사실상 정착하여 배우, 가수, 광고 모델, 무술가로 활동하고 있다.